# Trichoridia flavicans
Trichoridia flavicans là một loài bướm đêm trong họ Noctuidae.